# TV Caracol
TV Caracol foi uma emissora de televisão educativa brasileira sediada em Florianópolis, capital do estado de Santa Catarina. A estação era mantida pela Fundação Cultural de Radiodifusão Educativa do Estado de Santa Catarina, de propriedade de Douglas de Macedo de Mesquita. Começou a operar em 1992 pelo canal 2 VHF analógico e saiu do ar no ano seguinte após Mesquita ser acusado de utilizar de forma considerada indevida a companhia estatal Telecomunicações de Santa Catarina, da qual era o então presidente, para montar a emissora.

## História
O canal 2 VHF de Florianópolis estava outorgado para a instalação da primeira emissora de televisão educativa de Santa Catarina desde 1980. Partindo disto, testes internos foram realizados pelo Instituto Estadual de Educação em um projeto de integração ao Sistema Nacional de Radiodifusão Educativa (SINRED), cadeia via satélite de estações não comerciais liderada pela TV Educativa do Rio de Janeiro. Sem utilização oficial, o canal foi concedido em 1.º de abril de 1992 pela Secretaria Nacional de Comunicações à Fundação Cultural de Radiodifusão Educativa do Estado de Santa Catarina, entidade privada de Douglas de Macedo de Mesquita, então presidente da companhia estatal Telecomunicações de Santa Catarina (Telesc), que passaria a operar a TV Caracol no mesmo ano como retransmissora da TVE RJ.
Para montar a emissora, Mesquita, em nome de sua fundação privada, utilizou a estrutura e recursos provenientes da Telesc para comprar equipamentos e construir um prédio, o que foi considerado um ato indevido. A Caracol teve sua operação direcionada à finalidade comercial com a exibição de propagandas em seus intervalos, levando outras emissoras do estado a denunciarem a prática. Os casos resultaram no encerramento das atividades e na demissão dos funcionários do canal em 26 de abril de 1993.
A concessão do canal foi destinada à Fundação Catarinense de Difusão Educativa e Cultural Jerônimo Coelho, criada pelas universidades Federal e do Estado de Santa Catarina para pôr no ar, em dezembro de 1994, a Anhatomirim TV Educativa, posteriormente TV Cultura SC, instalada com equipamentos antes usados pela TV Caracol.